# Jetro Willems
Jetro Willems (* 30. dubna 1994, Rotterdam, Nizozemsko) je nizozemský fotbalový obránce a reprezentant s kořeny z Curaçaa, který v současné době působí v klubu PSV Eindhoven. Účastník Mistrovství Evropy 2012 v Polsku a na Ukrajině.

## Klubová kariéra
S profesionálním fotbalem začal v klubu Sparta Rotterdam, odkud v srpnu 2011 přestoupil do PSV Eindhoven. Ve své první sezoně vyhrál s PSV nizozemský fotbalový pohár po finálové výhře 3:0 nad Heracles Almelo.
V roce 2012 vyhrál s PSV Johan Cruijff Schaal (nizozemský fotbalový Superpohár), finále proti Ajaxu Amsterdam skončilo poměrem 4:2. V sezoně 2012/13 se opět probojoval s týmem do finále nizozemského poháru, tentokrát proti AZ Alkmaar, ale PSV podlehl soupeři 1:2 a trofej nezískal.

## Reprezentační kariéra

### Mládežnické reprezentace
Jetro Willems prošel nizozemskými mládežnickými reprezentacemi U17, U19 a U21.
S týmem do 17 let vyhrál v roce 2011 Mistrovství Evropy U17 konané v Srbsku, kde Nizozemsko porazilo ve finále Německo 5:2. Ve stejném roce hrál i na Mistrovství světa hráčů do 17 let v Mexiku, kde mladí Nizozemci vyhořeli a obsadili s jedním bodem poslední čtvrté místo v základní skupině A.

### A-mužstvo
V A-týmu Nizozemska (tzv. Oranje) debutoval pod trenérem Bertem van Marwijkem 26. května 2012. Šlo o přípravný zápas s Bulharskem před Eurem 2012, který Nizozemci prohráli 1:2. Willems nastoupil na hřiště v základní sestavě a střídal v 64. minutě.
Van Marwijk jej vzal i na Mistrovství Evropy 2012 v Polsku a na Ukrajině, kde Nizozemsko prohrálo v základní skupině B všechny tři zápasy (v tzv. „skupině smrti“ postupně 0:1 s Dánskem, 1:2 s Německem a 1:2 s Portugalskem) a skončilo na posledním místě. Willems odehrál všechny tři zápasy ve skupině a ve věku 18 let a 71 dní se stal nejmladším hráčem historie Mistrovství Evropy ve fotbale (překonal rekord 18 let a 115 dní Belgičana Enza Scifa z roku 1984).